# Hoverberget
Hoverberget är ett stort berg på en halvö i den södra delen av Storsjön. Berget, som är ett markant landmärke, ligger i Bergs socken, Bergs kommun i södra Jämtland.
På Hoverbergets sydsluttning ned mot Storsjön ligger kyrkbyn Hoverberg med Bergs kyrka. Hoverberget reser sig 255 meter över Storsjön och den omkringliggande Storsjöbygden, samt sträcker sig 548 meter meter över havet.
Hoverberget är uppbyggt av porfyr, och skapades i samband med veckningen av fjällkedjan. Det har sedan under årmiljonerna skjutits mot öster, och ligger nu isolerat i landskapet som en geologiskt så kallad utliggare. Berget har en artrik flora med flera orkidéer, och många växter växer nära sin nordgräns, till exempel bergbräsma och gullpudra. Det finns även flera sällsynta mossor och lavar, till exempel nordisk klipptuss och varglav.
Berget har ett rikt fågelliv med bland annat många rovfåglar som tornfalk, sparvhök och hornuggla. På Hoverberget finns också, förutom de vanligare däggdjuren flera lodjur, och stora delar av Hoverberget är numera ett naturreservat.
Hoverbergsgrottan, som med sitt djup på 170 meter är Skandinaviens djupaste klyftgrotta, är ett välbekant turistmål. Mindre känt är Rämnan, en kraftig spricka i berget med en längd av cirka 500 meter och med största djup av omkring 25 meter, som är väl synlig från väster och även från vägen Svenstavik–Mattmar (länsväg 321). Enligt folksägnen bodde en jätte, Hoverbergsgubben, i Hoverbergsgrottan när de första kristna slog sig ned i trakterna för omkring tusen år sedan.
På toppen av Hoverberget ligger en serveringsstuga som har öppet under somrarna, och alldeles bredvid finns ett utkikstorn där man kan spana efter det eftersökta och omtalade Storsjöodjuret, om man inte hellre vill se den magnifika utsikten.
"Toppstafetten" i löpning är ett populärt idrottsarrangemang, där en av de fyra sträckorna går upp till bergets topp.

## Bilder

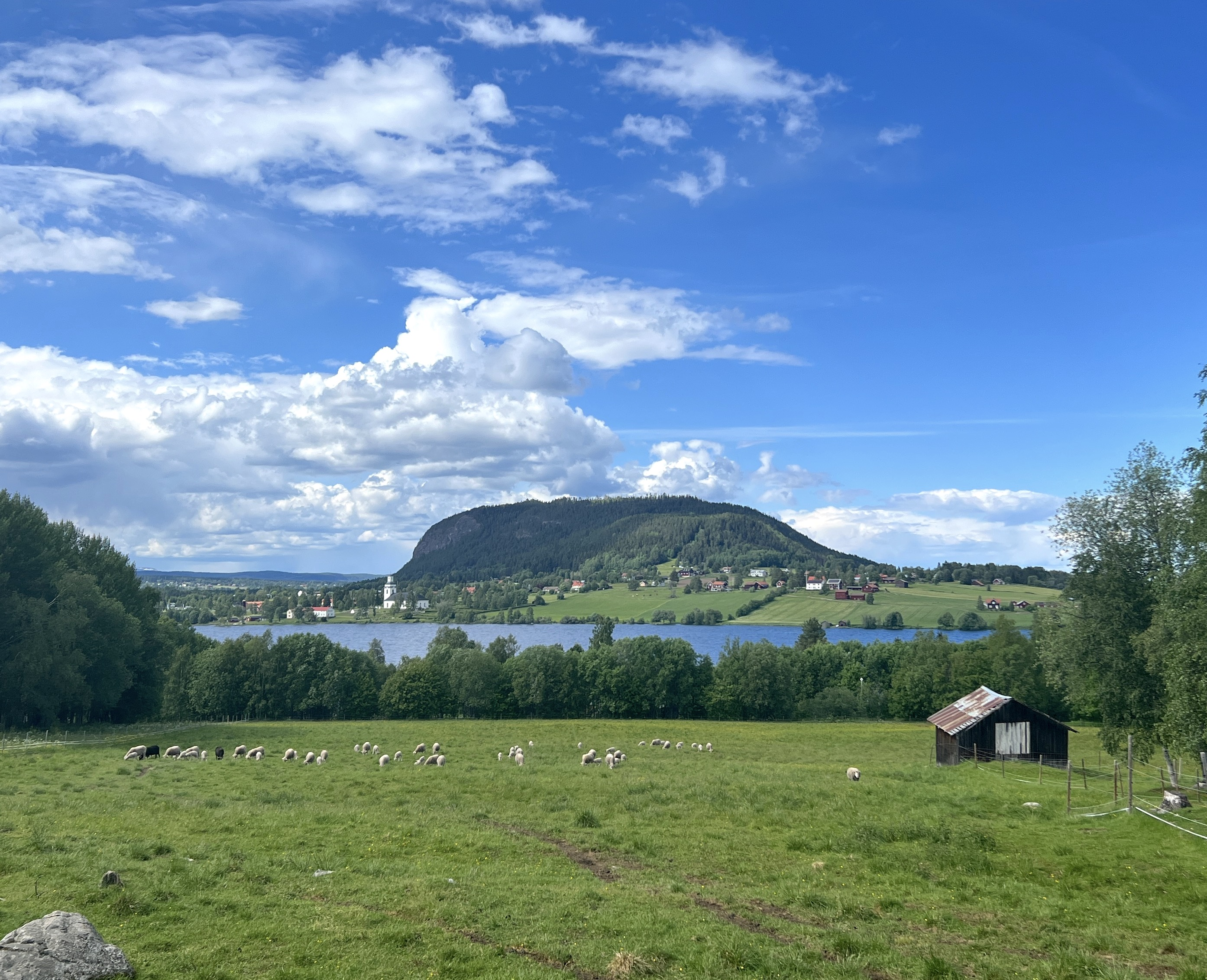
Hoverberget med sin karaktäristiska silhuett sett från Skanderåsen.
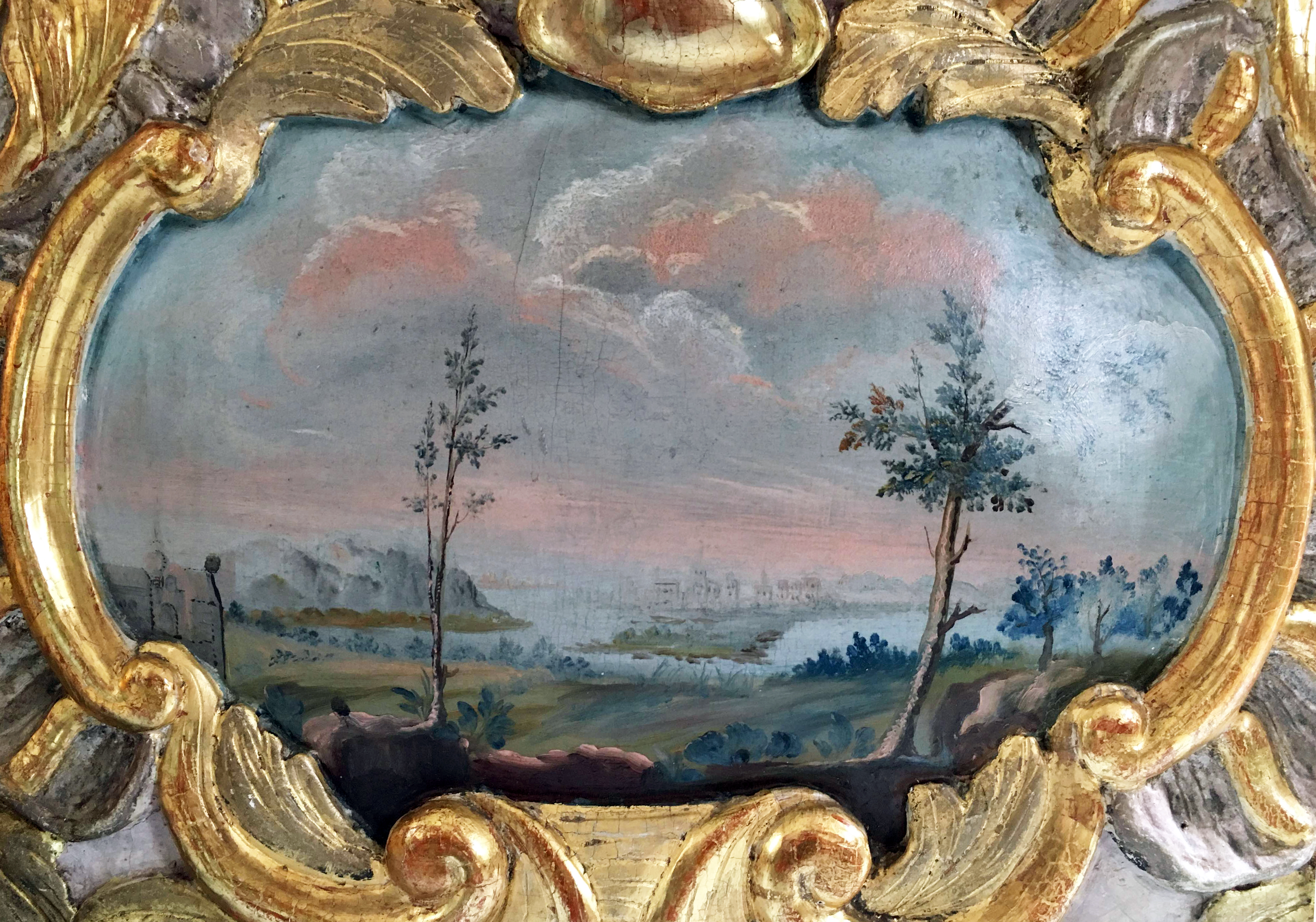
Målning på altarringen i Hackås kyrka av kyrkomålaren Anders Berglin (1737–1805), föreställande utsikten från Hackås mot Storsjön och Hoverberget till vänster.
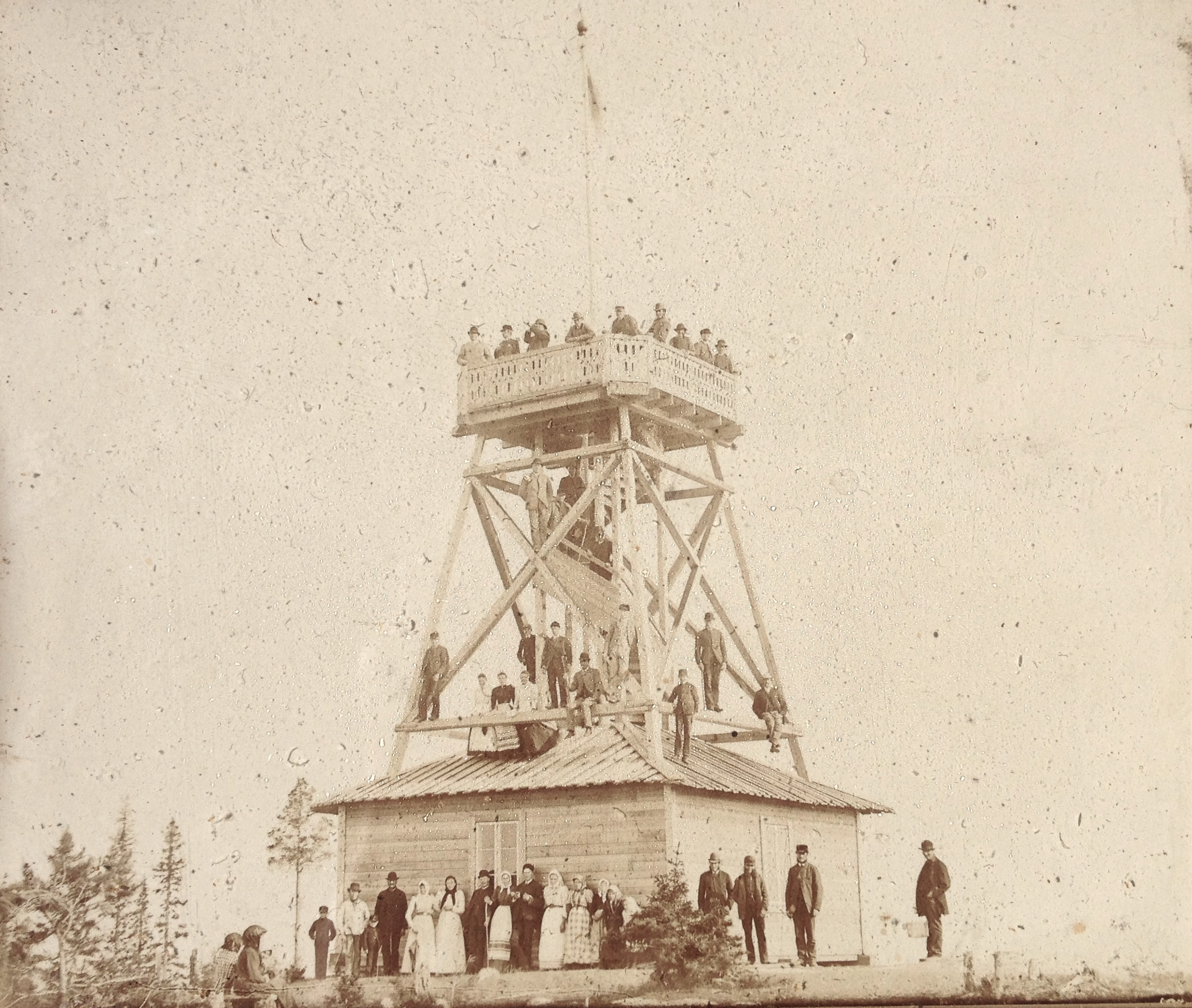
Utsiktstornet på Hoverberget kring sekelskiftet 1900. Fotograf: Johannes Leander.
Hoverberget i boken "Sverige framstäldt i teckningar" av Gustaf Henrik Mellin, Stockholm 1837-1840.
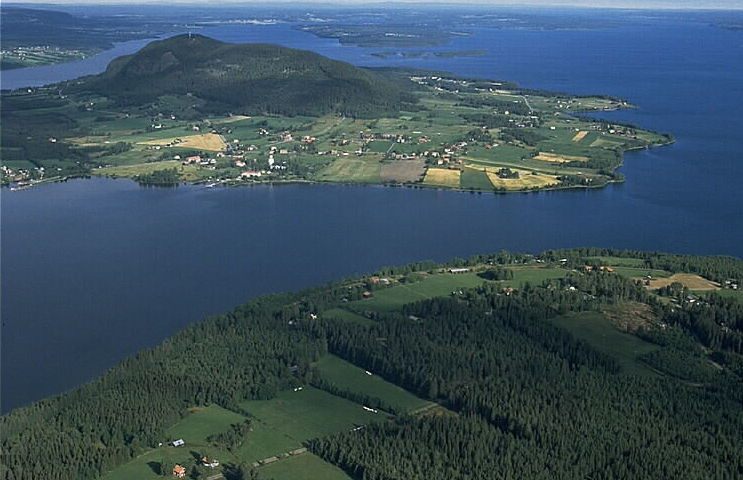
Flygfoto över Hoverberg från 1996.